# Denham (South Bucks)
Denham – wieś w Anglii, w hrabstwie Buckinghamshire, w dystrykcie (unitary authority) Buckinghamshire. Leży 27 km na zachód od centrum Londynu. W 2001 miejscowość liczyła 6548 mieszkańców.